# Джанъм
„Джанъм“ (на сръбски: Џанум; в буквален превод от турски: душо моя) е балада – кавър на Тея Дора на народна турска песен, с която певицата става световноизвестна.
Към август 2025 година е гледана 113 милиона пъти в „Ютюб“.